# Soundtrack til Wonder Boys
Soundtracket til filmen Wonder Boys blev udgivet 15. februar 2000 af Sony. Generelt blev soundtracket rost meget af kritikerne og Bob Dylan vandt da også en Golden Globe og en Oscar for bedste originale sang for Things have changed.

## Nummerliste
1. Bob Dylan – "Things Have Changed" 5:10
2. Buffalo Springfield – "A Child's Claim to Fame" 2:12
3. Tom Rush – "No Regrets" 3:52
4. Neil Young – "Old Man" 3:23
5. Bob Dylan – "Shooting Star" 3:09
6. Tim Hardin – "Reason to Believe" 2:00
7. Little Willie John – "Need Your Love So Bad" 2:17
8. Bob Dylan – "Not Dark Yet" 6:30
9. Clarence Carter – "Slip Away" 2:32
10. Leonard Cohen – "Waiting for the Miracle" 7:43
11. Bob Dylan – "Buckets of Rain" 3:23
12. John Lennon – "Watching the Wheels" 3:32
13. Van Morrison – "Philosophers Stone" 6:03